# Robert Van de Walle
Robert Van de Walle, (* 20. května 1954 v Ostende, Belgie) je bývalý belgický zápasník – judista vlámského původu. Je majitelem zlaté a bronzové olympijské medaile a evropským rekordmanem v počtu získaných medailí z velkých judistických akcí ve váhových kategoriích (19 medailí).

## Sportovní kariéra
S judem začal v polovině 60. let v rodném Ostende pod vedením Stafa Lauwereinsa. Již v dětském věku však přišel o matku a protože neměl nejlepší vztahy s otcem trávil volný čas mezi tělocvičnou a ulicí. Jedno léto následoval svojí přítelkyni do Ardenska, kde se seznámil s klukem podobných zájmů, Nicolasem z Namuru. Do Namuru se nakonec odstěhoval a žil u rodiny svého přítele. Judu se vrcholově věnoval od 18 let. Byl pověstný velmi tvrdými tréninkovými dávkami, na které si navykl v Japonsku. V 70. letech v Japonsku pravidelně trénoval. Jeho judo bylo atraktivní, pověstné byly jeho zvedačky (morote-gari, sukui-nage, te-guruma), ale do velké míry svázané taktikou. O řadu velkých vítězství přišel jen kvůli hrubým chybám v závěru a potom co vedl. V úvodu se většinou ujal vedení na body a tento náskok ne vždy udržel do konce.
Celou svojí sportovní kariéru bojoval v polotěžké váze a k jeho největším soupeřům patřili především Němci a Sověti. V mládí mu dělalo velké problémy pasivní judo Dietmara Lorenze. Na přelomu 70. a 80. let sváděl krásné souboje s gruzíncem v sovětských barvách Tengizem Chubulurim. V roce 1980 ho porazil před domácím publikem na olympijských hrách v Moskvě a získal zlatou olympijskou medaili. V roce 1981 chybělo šest sekund do konce, když se nechal Chubulurim hodit a přišel o titul mistra světa. Ten mu nakonec v jeho bohaté sportovní kariéře scházel.
Rok 1982 pojal odpočinkově a vše směřoval k olympijským hrách v Los Angeles v roce 1984. Kvůli bojkotu mu do Los Angeles mu nepřijeli někteří velcí soupeři a v prvním kole se měl utkat s domácím Američan Leo Whitem. Američan ho hned v úvodu zaskočil výpadem soto-makikomi za wazari a celý zbytek zápasu se držel zpátky. Nakonec z toho byla senzační prohra v prvním kole. Američan White ho porazil jeho vlastní zbraní.
Na olympijských hrách v Soulu v roce 1988 musel od prvního kola čelit náročnému losu. Potom co udolal domácího Jihokorejce a silného Sověta narazil ve čtvrtfinále na Němce Marca Meilinga, který ho po dvou minutách poslal do oprav. V opravách potvrdil kvalitní přípravu a potom co hodil zvedačkou po 19 sekundách Poláka Beutlera získal bronzovou olympijskou medaili.
Po olympijských hrách v Soulu ukončil sportovní kariéru, ale nechal se ještě několikrát přemluvit k návratu. Přes jeho velké úspěchy v 80. letech belgické judo stále hledalo jeho následovníka. Na turnajích častokrát startoval jako jediný zástupce své země. Situace v belgickém judu se změnila až v 90. letech. V roce 1991 dostal opět chuť k tréninku a v 38 letech startoval na svých pátých olympijských hrách v Barceloně. Obsadil krásné 7. místo.
Po skončení reprezentační kariéry pracoval jako trenér a sportovní funkcionář.

## Výsledky

### Váhové kategorie
| Turnaj             | 1973           | 1974           | 1975           | 1976           | 1977           | 1978           | 1979           | 1980           | 1981           | 1982           | 1983           | 1984           | 1985           | 1986           | 1987           | 1988           | 1989           | 1990           | 1991           | 1992           |                |                |
| Turnaj             | 19             | 20             | 21             | 22             | 23             | 24             | 25             | 26             | 27             | 28             | 29             | 30             | 31             | 32             | 33             | 34             | 35             | 36             | 37             | 38             |                |                |
| Turnaj             | polotěžká váha | polotěžká váha | polotěžká váha | polotěžká váha | polotěžká váha | polotěžká váha | polotěžká váha | polotěžká váha | polotěžká váha | polotěžká váha | polotěžká váha | polotěžká váha | polotěžká váha | polotěžká váha | polotěžká váha | polotěžká váha | polotěžká váha | polotěžká váha | polotěžká váha | polotěžká váha | polotěžká váha | polotěžká váha |
| ------------------ | -------------- | -------------- | -------------- | -------------- | -------------- | -------------- | -------------- | -------------- | -------------- | -------------- | -------------- | -------------- | -------------- | -------------- | -------------- | -------------- | -------------- | -------------- | -------------- | -------------- | -------------- | -------------- |
| Olympijské hry     |                |                |                | úč             |                |                |                | 1.             |                |                |                | úč.            |                |                |                | 3.             |                |                |                | 7.             |                |                |
| Mistrovství světa  | úč             |                | —              |                |                |                | 2.             |                | 2.             |                | 3.             |                | 3.             |                | —              |                | 3.             |                | —              |                |                |                |
| Mistrovství Evropy | ?              | ?              | ?              | 2.             | 2.             | 3.             | 2.             | 3.             | 3.             | —              | 3.             | 2.             | 1.             | 1.             | 3.             | 3.             | —              | —              | —              | úč.            |                |                |

### Bez rozdílu vah
| Turnaj             | 1973 | 1974 | 1975 | 1976 | 1977 | 1978 | 1979 | 1980 | 1981 | 1982 | 1983 | 1984 | 1985 | 1986 | 1987 | 1988 | 1989 | 1990 | 1991 | 1992 |
| Turnaj             | 19   | 20   | 21   | 22   | 23   | 24   | 25   | 26   | 27   | 28   | 29   | 30   | 31   | 32   | 33   | 34   | 35   | 36   | 37   | 38   |
| ------------------ | ---- | ---- | ---- | ---- | ---- | ---- | ---- | ---- | ---- | ---- | ---- | ---- | ---- | ---- | ---- | ---- | ---- | ---- | ---- | ---- |
| Olympijské hry     |      |      |      | —    |      |      |      | úč.  |      |      |      | —    |      |      |      |      |      |      |      |      |
| Mistrovství světa  | úč   |      | —    |      |      |      | 5.   |      | 3.   |      | 3.   |      | —    |      | —    |      | —    |      | —    |      |
| Mistrovství Evropy | ?    | ?    | ?    | ?    | 3.   | ?    | 3.   | 1.   | 5.   | —    | 2.   | 3.   | 7.   | úč.  | —    | ?    | —    | —    | —    | —    |

## Podrobnější výsledky

### Olympijské hry
| Rok      | Kategorie       |  | 1/64                         | 1/32                             | 1/16                            | čtvrtfinále                  | semifinále                | opravy                        | opravy                           | opravy                             | o bronz                      | finále                         |
| -------- | --------------- |  | ---------------------------- | -------------------------------- | ------------------------------- | ---------------------------- | ------------------------- | ----------------------------- | -------------------------------- | ---------------------------------- | ---------------------------- | ------------------------------ |
| LOH 1976 | polotěžká váha  |  | výhra - yuk/tai Goran Žuvela | prohra - 2:37/had Dietmar Lorenz | —                               | —                            | -                         | —                             | —                                | —                                  | —                            | —                              |
| LOH 1980 | polotěžká váha  |  | x                            | výhra - kok/? István Szepesi     | výhra - 0:56/? Rex Chizooma     | výhra - yuk/? Jean-Luc Rougé | výhra - 2:17/? Henk Numan | —                             | —                                | —                                  | —                            | výhra - kok/? Tengiz Chubuluri |
| LOH 1980 | bez rozdílu vah |  | x                            | volný los                        | prohra - wip András Ozsvár      | —                            | —                         | —                             | —                                | —                                  | —                            | —                              |
| LOH 1984 | polotěžká váha  |  | x                            | prohra - waz/smk Leo White       | —                               | —                            | —                         | —                             | —                                | —                                  | —                            | —                              |
| LOH 1988 | polotěžká váha  |  | x                            | výhra - 1:59/? Ha Hjong-ču       | výhra - 4:05/? Viktor Poddubnyj | prohra - 1:46/? Marc Meiling | —                         | —                             | —                                | výhra - 2:40/? Bob Berland         | výhra - 0:19/? Jacek Beutler | —                              |
| LOH 1992 | polotěžká váha  |  | volný los                    | výhra - ?/? Pascal Kaya          | prohra - 2:25/kta Paweł Nastula | —                            | —                         | výhra - 1:10/tsg Jun Sang-sik | výhra - (yus) Odvogín Baldžinňam | prohra - 4:18/uma Indrek Pertelson | —                            | —                              |

### Mistrovství světa
| Rok     | Kategorie      |  | 1/64                   | 1/32                     | 1/16                   | čtvrtfinále            | semifinále               | opravy                 | opravy                  | o bronz                 | finále                  |
| ------- | -------------- |  | ---------------------- | ------------------------ | ---------------------- | ---------------------- | ------------------------ | ---------------------- | ----------------------- | ----------------------- | ----------------------- |
| MS 1973 | polotěžká váha |  | výhra Mahon            | prohra Dietmar Lorenz    | —                      | —                      | —                        | —                      | —                       | —                       | —                       |
| MS 1975 | polotěžká váha |  | nestartoval            | nestartoval              | nestartoval            | nestartoval            | nestartoval              | nestartoval            | nestartoval             | nestartoval             | nestartoval             |
| MS 1979 | polotěžká váha |  | x                      | výhra Hiroaki Išikawa    | výhra Venancio Gómez   | výhra Paul Radburn     | výhra Günther Neureuther | —                      | —                       | —                       | prohra Tengiz Chubuluri |
| MS 1981 | polotěžká váha |  | x                      | výhra Bjarni Friðriksson | výhra Chris Georghiou  | výhra Roger Vachon     | výhra Ulf Rettig         | —                      | —                       | —                       | prohra Tengiz Chubuluri |
| MS 1983 | polotěžká váha |  | x                      | výhra Dabo               | výhra Šan Jen-feng     | výhra Tim Hirose       | prohra Andreas Preschel  | —                      | —                       | výhra Isaac Azcuy       | —                       |
| MS 1985 | polotěžká váha |  | x                      | výhra Dennis Stewart     | výhra Carsten Jensen   | výhra Theo Meijer      | prohra Hitoši Sugai      | —                      | —                       | výhra János Kovács      | —                       |
| MS 1987 | polotěžká váha |  | nestartoval kvůli kýle | nestartoval kvůli kýle   | nestartoval kvůli kýle | nestartoval kvůli kýle | nestartoval kvůli kýle   | nestartoval kvůli kýle | nestartoval kvůli kýle  | nestartoval kvůli kýle  | nestartoval kvůli kýle  |
| MS 1989 | polotěžká váha |  | x                      | výhra Siao Lung-čeng     | výhra Theo Meijer      | prohra Jiří Sosna      | —                        | výhra Ajman El-Šavi    | výhra Belarmino Salgado | výhra Stéphane Traineau | —                       |
| MS 1991 | polotěžká váha |  | nestartoval            | nestartoval              | nestartoval            | nestartoval            | nestartoval              | nestartoval            | nestartoval             | nestartoval             | nestartoval             |